# Fabien Patanchon
Fabien Patanchon (ur. 14 czerwca 1983 w Bordeaux) – francuski kolarz szosowy i torowy.
Patanchon jest wielokrotnym medalistą mistrzostw Francji w kolarstwie torowym.

## Osiągnięcia

### Kolarstwo szosowe
Opracowano na podstawie:
2009
- 1. miejsce na 2. i 4. etapie Kreiz Breizh Elites

2011
- 3. miejsce w Tour De Gironde
  - 1. miejsce na 1. etapie

### Kolarstwo torowe
Opracowano na podstawie:
2001
- 1. miejsce w mistrzostwach Europy U23 (madison)

2003
- 1. miejsce w mistrzostwach Europy U23 (madison)

## Rankingi

### Kolarstwo szosowe
| Rok             | 2009 | 2010 | 2011 |
| --------------- | ---- | ---- | ---- |
| UCI Europe Tour | 290. | -    | 519. |
|                 |      |      |      |
| Źródło: UCI     |      |      |      |